# 시키시마정
시키시마정(敷島町)은 야마나시현 나카코마군에 있던 정이다. 정 이름은 합병때 공모에 따르고 있으며,현재의 가이시 요시자와・지요다에 해당한다.

## 지리
현 중앙 북부, 군 북동부에 위치한다. 동서 4㎞, 남북 15㎞의 남북으로 긴 띠 모양의 정역으로 중앙부를 카메자와 강이 남류하며 중부의 카메자와 지구에서 동쪽을 흐르는 아라카와 강과 합류한다.북부는 산악 지대로 지가타케와 가네가타케 외에 곡악과 구로후지, 다치오카야마 등의 산들이 이어진다.

## 역사
- 1927년 4월 1일 - 마쓰시마촌, 후쿠오카촌이 합병해 시키시마촌이 성립하였다.
- 1946년 10월 17일 - 시키시마촌이 정으로 승격해 시키시마정이 되었다.
- 1954년 10월 17일 - 무쓰자와촌, 기요카와촌과 합병해 새로운 시키시마정이 성립하였다.
- 2004년 9월 1일 - 나카코마 군 류오 정, 기타코마 군 후타바 정이 합병해 성립하였다. 동일 시키시마정은 폐지되었다.

## 참고
- 平成11年度以降の市町村合併の実績及び予定 - 総務省
- 山梨県 > 中巨摩郡敷島町 - 日本郵便